# O.F. Mossberg & Sons
Die O.F. Mossberg & Sons, Inc (Mossberg) ist ein US-amerikanischer Hersteller von Handfeuerwaffen mit Sitz in Springfield (Massachusetts), USA. 

## Unternehmensgeschichte

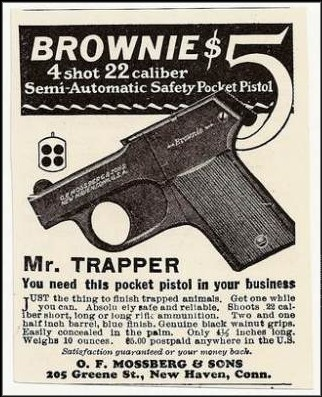
Mossberg Brownie, erste von Mossberg hergestellte Waffe.

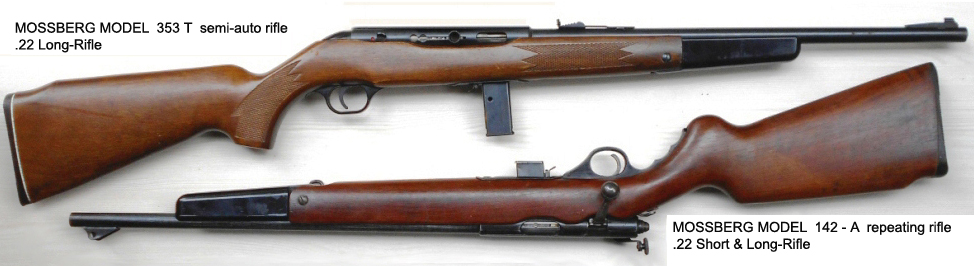
Mossberg cal .22 Gewehre, Fertigung 1948 bis ca. 1960

O.F. Mossberg & Sons wurde 1919 von dem Schweden Oscar Frederick Mossberg und seinen zwei Söhnen Harold and Iver in New Haven, Connecticut, gegründet. Ihre erste produzierte Waffe war die Mossberg Brownie, eine vierschüssige Einzelladerpistole im Kaliber 22. In den Folgejahren wurden weitere zwei Dutzend Waffen wie Repetier- und Mehrladegewehre produziert. 
1937 verstarb Oscar Mossberg und seine Söhne übernahmen die Firmenführung.
1941 stellte Mossberg Trainingsgewehre für die United States Army her.
Im Jahre 1961 brachte die Firma die Mossberg 500, eine Vorderschaftrepetierflinte, auf den Markt, die mit über 10 Millionen produzierten Exemplare das erfolgreichste Produkt der Firma Mossberg wurde.
Zum 100-jährigen Bestehen der Firma wurde die Mossberg MC1sc (sc = sub compact), eine Selbstladepistole im Kaliber 9 mm, auf den Markt gebracht.

## Produkte

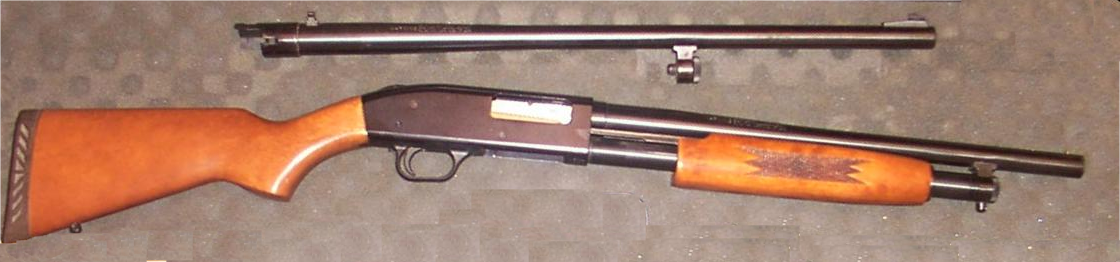
Mossberg 500 mit Austauschlauf

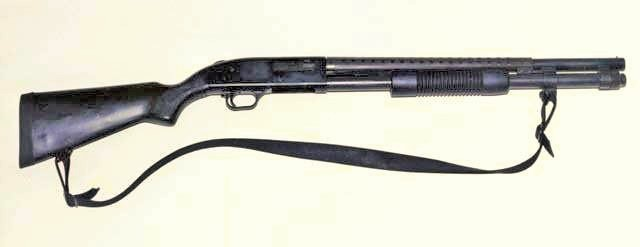
Mossberg 590 (Polizei/Militärversion)

### Gewehre
- Mossberg 100ATR
- Mossberg 183
- Mossberg 464
- Mossberg 702 Plinkster
- Mossberg 715T 22. LR
- Mossberg Modern Rifle (MMR)
- Mossberg 802 Plinkster

### Vorderschaftrepetierflinten
- Mossberg 185
- Mossberg 500
- Mossberg 930
- Mossberg 940 JM Pro
- Mossberg 9200
- Mossberg Maverick
- New Haven 600

### Pistolen
- Mossberg Brownie
- Mossberg MC1sc
- Mossberg MC2c